# Tavastehus landskommun
Tavastehus landskommun (finska: Hämeenlinnan maalaiskunta) är en före detta kommun i Tavastehus län, som sedan 1 januari 1948 är en del av Tavastehus stad.
Ytan (landsareal) hade 97,2 km² och 1.890 människor med ett befolkningstäthet av 19,4 km² (1908-12-31). Tavastehus landskommun var enspråkigt finskt.

## Historia
Tavastehus landskommuns yta var densamma som Tavastehus landsförsamlings yta. Landsförsamlingen skildes från Vånå församling år 1778 och hade en gemensam kyrkoherde med Tavastehus stadsförsamling. När kommunförvaltningen på landsbygden inrättades under 1860-talet följde kommungränserna församlingarnas gränser.
Tavastehus landskommun upphörde den 1 januari 1948 och dess yta delades mellan Tavastehus stad, Rengo kommun och Vånå kommun. Landskommunen hade inget fastställt kommunvapen, men heraldikern Tapani Talari har ritat ett inofficiellt kommunvapen för kommunen.

## Byar
Ojoinen, Hätilä, Luhtiala, Kirstula, Lill-Parola, Vuorentaka, Järviöinen